# Taipei 101
El Taipei 101 és un edifici de 106 pisos (5 pisos subterranis i 101 per sobre del sòl), situat a Taipei (Taiwan). L'agulla que corona els seus 588 metres d'altura el va convertir en el gratacel més alt del món entre el final de construcció el 2004 fins a la construcció de l'edifici Burj Khalifa. Supera en més de 130 metres les Torres Petronas de Kuala Lumpur (Malàisia), però va ser sobrepassat en altura amb la inauguració del Burj Khalifa a Dubai el 4 de gener de 2010.

## Elevació externa

Comparativa d'altura enfront de la Torre Sears, les Torres bessones Petronas i l'Empire State Building.

El Taipei té 101 pisos per sobre de l'altura del sòl (d'allí la seva denominació), i 5 per sota.
El gratacels ostenta els següents rècords: 
- pis ocupat: 438 metres (va superar la marca que abans ostentava la Torre Sears).
- Altura des del sòl fins al topall estructural: 508 metres (va superar la marca que abans ostentaven les Torres bessones Petronas amb 452 metres).
- Altura des del sòl fins al terrat: 448 metres (va superar la marca que abans ostentava la Torre Sears amb 443 metres).
- Altura des del sòl fins a l'últim pis ocupat: 438 metres (va superar la marca que abans ostentava la Torre Sears).
- Velocitat de l'elevador: 16,83 metres/segon.

El rècord que no va poder sobrepassar va ser la major altura des del sòl fins a la cúspide (les antenes), perquè aquest segueix sent ostentat per la Torre Willis, amb 527 metres.
- Nota: la torre CN de Toronto (de 553 metres d'altura) és exclosa d'aquests rècords per no ser un "edifici habitable", definició assignada a una estructura amb pisos i parets al llarg de la seva altura. L'antena KVLY-TV localitzada prop de Mayville, a Dakota del Nord, és encara més alta amb els seus 629 metres, però està ancorada amb cables.

## Construcció

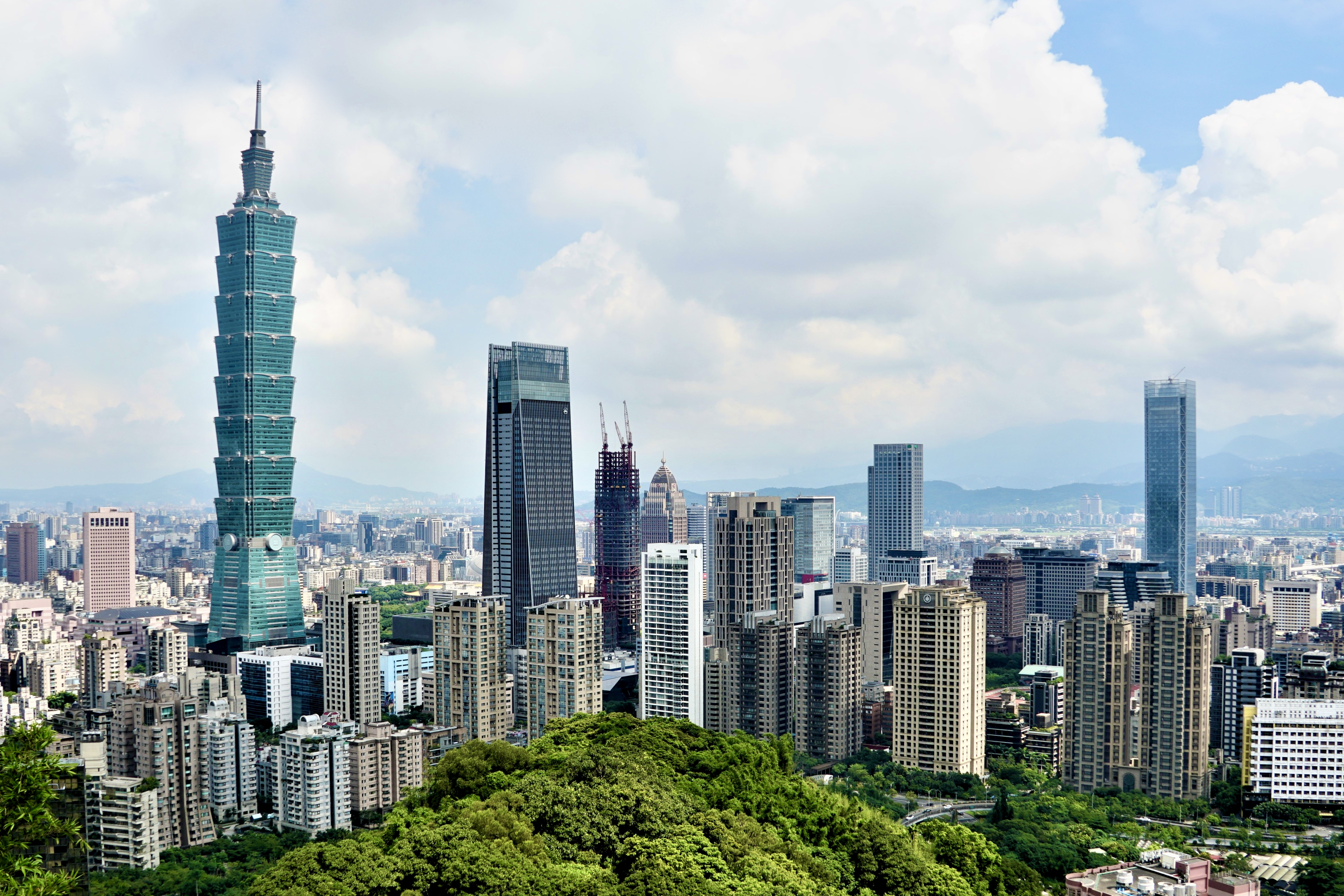
Clústers de gratacels al Xinyi Planning District, centre comercial i finançament de Taipei, capital de Taiwan

Pot suportar terratrèmols de 7 en l'escala de Richter i vents de més de 450 km/h. La important capacitat d'absorció d'aquesta estructura resideix en un amortidor eòlic amb planxes metàl·liques de 660 tones que està instal·lat al pis 89, el més gran i pesant a nivell mundial. Està dividit en 8 segments de 8 pisos, i és l'únic amortidor que està a la vista del públic en general.
A més, 8 grans columnes el subjecten per la base; construïdes en formigó armat i acer, l'abracen fins al pis 26, mentre altres 32 columnes pugen fins a la planta 62. Els talls en els cantons disminueixen la força del vent i una complexa malla d'acer l'abraça formant un cinturó que fa un estrenyiment a la part baixa de l'edifici i arriba fins a la planta 34. Una gegant bola d'acer, de 680 tones se suspèn de la seva part alta (al pis 92) i serveix de contrapès mecànic contra les vibracions, absorbint l'energia i limitant les oscil·lacions.
L'ascensor fet per la marca Toshiba té el rècord mundial en velocitat: tot just en 37 segons duria 30 persones des del cinquè pis fins al pis 89. I això no és tot: aquest ascensor també posseïx un sistema de segellat hermètic similar al d'un avió per tal de no molestar les oïdes de les persones que hi viatgen.
El 8 a la cultura xinesa s'associa a la bona sort. En la foto de la dreta a l'edifici encara no se li ha col·locat.

## Curiositats
El Taipei 101 és tan alt que es pensa que el seu pes ha pogut reobrir una antiga falla geològica que podria causar futurs terratrèmols.